# Ceriana stackelbergi
Ceriana stackelbergi är en tvåvingeart som beskrevs av Mutin 1999. Ceriana stackelbergi ingår i släktet griffelblomflugor, och familjen blomflugor. Inga underarter finns listade i Catalogue of Life.